# Ґрабова (гміна Русінув)
Ґрабова (пол. Grabowa) — село в Польщі, у гміні Русинув Пшисуського повіту Мазовецького воєводства.
Населення — 386 осіб (2011).
У 1975-1998 роках село належало до Радомського воєводства.

## Демографія
Демографічна структура станом на 31 березня 2011 року:
|          | Загалом | Допрацездатний вік | Працездатний вік | Постпрацездатний вік |
| -------- | ------- | ------------------ | ---------------- | -------------------- |
| Чоловіки | 198     | 45                 | 136              | 17                   |
| Жінки    | 188     | 43                 | 99               | 46                   |
| Разом    | 386     | 88                 | 235              | 63                   |